# Joy Womack
Joy Annabelle Womack, russisch Джой Аннабель Вомак (* 20. April 1994 in Santa Monica, Kalifornien) ist eine US-amerikanische Balletttänzerin.

## Leben
Joy Womack, Tochter eines Unternehmers und einer Onkologin, wuchs mit ihren acht Geschwistern in einer christlichen Gemeinschaft fromm und behütet auf. Schon früh zeigte sich ihre Tanzbegeisterung, so dass sie im Alter von 9 Jahren ihre Schulung bei Yvonne Mounsey, einer durch George Balanchine ausgebildeten Tänzerin an der Westside School of Ballet in Santa Monica begann. Bald kamen Privatstunden bei dem prominenten russischen Ballettmeister Juri Grigoriew hinzu.
2006 zog Womacks Familie nach Austin um und Womack schrieb sich an der Waganowa-nahen Austin School of Classical Ballet ein. 2007 nahm sie das ihr angebotene Stipendium für die Kirov Academy of Ballet of Washington, D.C. an, wo sie nun die traditionelle, physisch und psychisch harte russische Schulung erhielt. Allerdings wurden ihre Leistungen dort als nicht genügend eingeschätzt. Im Sommer 2009 konnte sie an der von der Bolschoi-Ballett-Akademie in New York durchgeführten Meisterklasse unter der Leitung Nathalia Archipowas teilnehmen. Anschließend forderte Archipowa sie auf, ihre Ausbildung in Moskau fortzusetzen. Sie folgte der Einladung, übersiedelte nach Moskau, bildete sich an der Bolschoi-Ballett-Akademie fort und schloss 2012 als eine der Besten ab. Trotzdem erhielt sie keine Rollen im Bolschoi-Ballett, so dass sie schließlich 2013 auch im Hinblick auf die dortigen Intrigen das Bolschoi-Ballett verließ. 2014 engagierte der Direktor des Kreml-Balletts Andrej Petrow sie als Primaballerina.
Zu ihren Repertoire gehören Giselle und Myrtha in Giselle, Mascha in Der Nussknacker, Odette/Odile in Schwanensee, Kitri in Don Quichotte, Gamzatti in La Bayadère, Der Pas de Deux von Diana und Acteon, der Pas de Deux aus Le Corsaire, die Königin der Nacht in Die Zauberflöte und Prinzessin Budur in Tausendundeine Nacht.
Womacks Leben wurde 2023 als Joika verfilmt.

## Preise
- Youth America Grand Prix Award, Paris 2011[7]
- Asian Grand Prix Award, Hongkong 2013[6]
- Silbermedaille International Ballet Competition, Warna 2016[8]